# Specjalny Komitet Narodów Zjednoczonych ds. Palestyny

Flaga Organizacji Narodów Zjednoczonych

Specjalny Komitet Narodów Zjednoczonych ds. Palestyny (ang. United Nations Special Committee on Palestine, UNSCOP) – agenda ONZ utworzona 13 maja 1947 roku.
Jego mandat obejmował zbadanie sprawy konfliktu żydowsko-arabskiego w Brytyjskim Mandacie Palestyny i znalezienie sposobu jego rozwiązania.

## Historia
Po zakończeniu II wojny światowej w Palestynie nasiliły się walki pomiędzy Żydami a Arabami. Skala starć powoli przybierała rozmiary wojny domowej.
Rząd brytyjski zdawał sobie sprawę, że sytuacja w Mandacie Palestyny wymyka się spod kontroli, dlatego 2 kwietnia 1947 roku oficjalnie przekazał sprawę Palestyny do Organizacji Narodów Zjednoczonych.
13 maja 1947 roku powołano UNSCOP do zbadania sprawy w składzie: Australia, Czechosłowacja, Gwatemala, Holandia, Indie, Iran, Jugosławia, Kanada, Peru, Szwecja i Urugwaj.
W sierpniu 1947 roku UNSCOP odwiedził obozy z żydowskimi uchodźcami w Niemczech i Austrii, a następnie spotkała się na konferencji w Szwajcarii.
1 września 1947 roku UNSCOP opublikował swój raport. Zalecono zakończenie brytyjskiego mandatu nad Palestyną i utworzenie dwóch państw: żydowskiego oraz arabskiego.
8 września 1947 roku na swoim dorocznym spotkaniu zebrało się Zgromadzenie Ogólne ONZ, które przyjęło raport UNSCOP w sprawie Palestyny.

## Członkowie
- Australia
  - Mr. J. D. L. Hood
  - Mr. S. L. Atyeo
- Kanada
  - sędzia I. Rand
  - Mr. Leon Mayrand
- Czechosłowacja
  - Mr. Karl Lisicki
  - Dr. Richard Peach
- Gwatemala
  - Dr. Jorge Garcia Granados
  - Mr. E. Zea Gonzales
- Indie
  - sir Abdur Rahman
  - Mr. Venkata Viswanathan
  - Mr. H.Dayal
- Iran
  - Mr. Nasrollah Entezam
  - Dr. Ali Akdalan
- Holandia
  - Dr. N. S.Blom
  - Mr. A. I. Spits
- Peru
  - Dr. Alberto Ulloa
  - Dr. Arturo Garcia Salazar
- Szwecja
  - sędzia Emil Sandstrom
  - Dr. Paul Mohn
- Urugwaj
  - Profesor Enrique Rodriguez Fabragat
  - Mr. Secco Ellauri
- Jugosławia
  - Mr. Vladimir Simic
  - Dr. Jose Brilej